# Chocholatka čabraková
Chocholatka čabraková (Cephalophus jentinki) je druh antilopy obývající lesy západní Afriky. Od jiných chocholatek je snadno rozeznatelná díky svému zbarvení. Patří mezi největší zástupce rodu a někdy je uváděna jako největší zástupce rodu, o tuto pozici se však pře s chocholatkou žlutohřbetou (Cephalophus silvicultor).

## Taxonomie
Chocholatka čabraková byla popsána roku 1892 Oldfieldem Thomasem. Synonymní název taxonu je Chocholatka Jentinkova. Spolu s většinou chocholatek náleží do rodu Cephalophus a společně s dalšími rody do tribu Cephalophini (chocholatky).

## Popis
Délka těla této chocholatky je 130–140 cm. Kohoutková výška se pohybuje mezi 80–89 cm. Ocas je dlouhý 15 cm. Délka rohů se pohybuje v rozemzí 14–21 cm a mají je obě pohlaví. Tato chocholatka dosahuje hmotnosti 57–91 kg.
Zbarvení hlavy a krku po lopatky je černé. Okolí tlamy je bílé. V ose hrudní končetiny se dorzoventrálně táhne bílý pruh. Končetiny jsou bílé, přední s šedou skvrnou. Kaudálně od bílého pruhu je pak tělo zbarveno šedě.

## Rozšíření
Tato druh chocholatek obývá především Libérii, dále pak Pobřeží slonoviny, Sierru Leone a Guineu. Zde vyhledává především pralesní porosty, ale lze ji nalézt i v okolních druhotných lesích, plantážích a buši. Její výskyt byl zaznamenán až do výšky 1200 m. n. n.

## Etologie
Chocholatka čabraková žije samotářsky, občas však bývá pozorována i v párech. Potravou této chocholatky tvoří listy a stonky rostlin a ovoce. Za její prédatory lze považovat levharta a člověka. Vytváří si stálá území a patrně je teritoriální. Má primárně noční aktivitu, u jediců v lidské péči však byla pozorována i denní aktivita. Jedná se o velice plaché a skrytě žijící zvíře. Přes den nebo při spánku často odpočívají v dutých, padlých kmenech stromů, nebo mezi opěrami mohutných stromů.

## Rozmnožování
Samice je březí okolo 240 dnů a po této době rodí mládě. Mládě je odstaveno zřejmě po 3 až 4 měsících. Mláďata se rodí tmavě hnědá a postupně během prvního roku získávají zbarvení dospělých zvířat. Druh se dožívá až 21 let. O rozmnožování tohoto druhu máme velmi málo údajů a většina pochází z lidské péče.

## Ohrožení
Druh je Mezinárodního svazu ochrany přírody (IUCN) řazen jako ohrožený (EN). Populace má klesající tendenci a je odhadována na méně jak 2000 žijících jedinců. Chocholatku ohrožuje rozšiřování lidských sídel, mýcení lesů a lov pro maso. Chráněna je spíše nepřímo výskytem v některých národních parcích, i zde však může docházet a dochází k pytlačení. Pokud nebudou podniknuty záchranné akce, hrozí, že druh v blízké budoucnosti vyhyne. Je zařazena do přílohy CITES I (A).

## Chov v lidské péči
Aktuálně není tento druh chován v zoologických zahradách. Stejně jako jiné chocholatky, jde o náročného chovance. Rozmnožující se populace krátkodobě existovala v USA, poslední samec však uhynul v Gladys Poter Zoo roku 2013. V Evropě byly tyto chocholatky chovány ve 2 zařízeních. Nejprve v roce 1984 přišla 1 samice do Gelsenkirchen a následně putovala ještě téhož roku do Tierparku Berlín, kde žila do roku 1989, kdy byla poslána do USA.